# Аканби, Рашид
Рашид Ибрагим Аканби (англ. Rasheed Ibrahim Akanbi; род. 9 мая 1999, Лагос, Лагос) — нигерийский футболист, нападающий клуба «Шериф».

## Карьера

### Начало карьеры
Юношескую карьеру провел в Футбольной Академии Баквуда. Позже вернулся на родину, где выступал в Академии Фьючер Про. В 2019 году футболист отправился в Турцию, где начал выступать за клубы «Фока Беледиеспор» и «Тир Беледиеспор» из низших дивизионов.

### «Менеменспор»
В январе 2020 года футболист перешёл в турецкий клуб «Менеменспор». Дебютировал за клуб 1 марта 2020 года в матче против клуба «ББ Эрзурумспор», выйдя на замену на 81 минуте. Первым действием отличился 4 июля 20202 года в матче против клуба «Аданаспор», отдав голевую передачу. На протяжении всего сезона футболист оставался игроком замены. Вместе с клубом остановился на девятом итоговом месте в чемпионате.
Новый мезон футболист начал с матча 20 сентября 2020 года против клуба «Гиресунспор», выйдя в стартовом составе и отличившись также дебютным забитым голом. Футболист сразу же закрепился в стартовом составе турецкого клуба. Часть сезона пропустил из-за травм. В матче 20 февраля 2021 года против клуба «Акхисарспор» оформил хет-трик. За сезон футболист успел отличился 8 забитыми голами и 3 результативными передачами.
В следующем сезоне футболист сыграл свой первый матч 15 августа 2021 года против клуба «ББ Эрзурумспор», выйдя на поле в стартовом составе. Первый гол за клуб в сезоне забил 15 сентября 2021 года в матче против клуба «Маниса», также отличившись результативной передачей. За первую половину чемпионата футболист отличился 3 забитыми голами и результативной передачей.

### «Коджаэлиспор»
В январе 2022 года футболист перешёл в турецкий клуб «Коджаэлиспор». Сумма трансфера составила порядка 61 тысячи евро. Дебютировал за клуб 15 января 2022 года в матче против клуба «Анкарагюджю», выйдя на поле в стартовом составе. Дебютный гол за клуб забил 7 февраля 2022 года в матче против клуба «Болуспор». Футболист сразу же закрепился в основной команде клуба, чередуя матчи в стартовом составе и со скамейки запасных, отличившись 3 забитыми голами, однако по итогу сезона вылетел во Вторую Лигу.

### «Шериф»
В июне 2022 года футболист перешёл в молдавский клуб «Шериф», заключив трёхлетний контракт. В июле 2022 года футболист вместе с клубом отправился на квалификационные матчи Лиги чемпионов УЕФА. Первый матч в рамках еврокубкового турнира сыграл 6 июля 2022 года против боснийского клуба «Зриньски». Дебютный гол за клуб забил в матче третьего квалификационного раунда 2 августа 2022 года против чешской «Виктории». Дебютный матч в молдавской Суперлиге сыграл 6 августа 2022 года против клуба  «Сфынтул Георге», также отличившись забитым голом. В ответном матче 9 августа 2022 года против чешской «Виктории» футболист снова отличился забитым голом, однако по сумме матчей оказался слабее и вылетел в раунд плей-офф квалификаций Лиги Европы УЕФА. В раунде плей-офф Лиги Европы УЕФА футболист вместе с клубом победил армянский «Пюник» и вышли в групповой этап турнира. Первый матч в рамках группового этапа сыграл 8 сентября 2022 года против никосийской «Омонии», где отличился забитым голом. По итогу группового этапа Лиги Европы УЕФА, где футболист также сыграл против английского «Манчестер Юнайтед» и испанского «Реал Сосьедада», занял третье место и выбыл в плей-офф Лиги конференций УЕФА. В рамках раунда плей-офф Лиги конференций УЕФА победил сербский «Партизан», против которого во втором матче отличился забитым голом, и вышел в 1/8 финала, где по сумме матчей уступили французской «Ницце». Остаток сезона футболист пропустил из-за травмы, однако стал победителем молдавской Суперлиги и обладателем Кубка Молдовы.
В феврале 2024 года футболист впервые за долгое время после перенесённой травмы вернулся в распоряжение основной команды «Шерифа», приняв участие в товарищеском матче против клуба «Бэлць», также отличившись забитым голом. Первый матч за клуб в новом сезоне  футболист сыграл 3 марта 2024 года в рамках  четвертьфинала Кубка Молдавии против кишинёвской «Виктории», выйдя на поле в стартовом составе. Первый матч в чемпионате за клуб футболист сыграл 9 марта 2024 года против клуба «Дачия-Буюкань», выйдя на поле в стартовом составе. Первым в сезоне забитым голом футболист отличился 9 апреля 2024 года в ответном четвертьфинальном матче Кубка Молдавии против кишинёвской «Виктории». Первым в сезоне забитым голом в чемпионате за клуб футболист отличился 21 апреля 2024 года в матче против клуба «Дачия-Буюкань».

## Достижения
«Шериф»
- Чемпион Молдавии: 2022/23
- Обладатель Кубка Молдавии: 2022/23